# Germany’s Next Topmodel/Staffel 15
Die 15. Staffel der deutschen Castingshow Germany’s Next Topmodel wurde vom 30. Januar 2020 bis zum 21. Mai 2020 auf dem Privatsender ProSieben ausgestrahlt. Das Finale fand im Studio Berlin Adlershof statt. Zur Siegerin wurde Jacqueline Wruck gekürt.

## Zusammenfassung
Folge 1 begann mit der Anreise und Vorstellung der Kandidatinnen. Für beim Hauptcasting 38 ausgewählte Aspirantinnen galt es am nächsten Tag auf einer Modenschau vor Publikum zu laufen. Zuvor ging es noch zur Anprobe passender Designerkleider und Schuhen und zu den Makeup-/Hairstyling-Sitzungen. Danach wurden 25 Endrundenteilnehmerinnen für die fünfzehnte Staffel ausgewählt.
In Folge 2 wechselte der Schauplatz nach Costa Rica. Erste Aufgabe war ein eigenes Outfit individuell zu gestalten, indem hautfarbene Bikinis mit Federn und exotischen Blumen sowie Blättern dekoriert wurden. Drei Teilnehmerinnen rückten zusätzlich nach. Beim Fotoshooting hielten sie sich an grünen Vertikaltüchern fest, die am unteren Ende zusammengeknotet waren, und so auch den Füßen einen Halt boten. Der Entscheidungs-Walk wurde über einen 80 cm breiten Steg gelaufen, der über ein fließendes Gewässer führte.
In Folge 3 gab Heidi Klum ein Laufsteg-Training. Am nächsten Tag wurde für das sogenannte Nackt-Shooting mit einem Pferd posiert, oder auch nur am Meeresstrand. Vier Teilnehmerinnen erhielten noch ein zusätzliches Coaching für den Laufsteg. Der Entscheidungs-Walk startete in einem Tor mit dem Posieren unter einer Dusche, hiernach wurde über einen gefluteten Laufsteg durch knöcheltiefes Wasser gelaufen.
Folge 4 begann mit einem Sprungtraining mithilfe eines Trampolins. Beim Fotoshooting hieß es dann im Moment des Sprungs eine szenische Action-Pose zu vollführen. Es folgte ein Fitnesstraining am Strand. Der Entscheidungs-Walk fand bei einer Motocross-Hindernisstrecke statt, die koordiniert von Motocrossfahrern befahren wurde. Die Teilnehmerinnen chauffierte man auf Quads zum Laufsteg.
In der fünften Folge reisten die Teilnehmerinnen in die Vereinigten Staaten. Als Unterkunft wurde ein Loft in Los Angeles bezogen. Am nächsten Tag stand das obligatorische Umstyling an, und einen Tag später folgte dann das Sedcard-Shooting. Beim Entscheidungs-Walk wurde vor dem Laufsteg zunächst auf einer Drehplattform posiert. Weil die Jurorin erkrankt war, wurde das Ausscheidungsverfahren vom Gastjuror allein durchgeführt. Keine Teilnehmerin schied aus, aber fünf kamen ins Shoot-Out.
In Folge 6 gab es zunächst ein Coaching für den Laufsteg. Beim Fotoshooting wurde in einem goldfarbigen Käfig posiert. Ein zusätzliches Bildelement waren lebende Tiere (Vogelspinnen, Skorpione oder Schaben), welche für die Fotosession den Teilnehmerinnen händisch an den Kopf bzw. Oberkörper platziert wurden. Beim Entscheidungs-Walk wurde bei einem Laufsteg-Parcour über Popcorn, Mosaikfliesen aus Glas und Kieselsteinen gelaufen.
Das Fotoshooting war in Anlehnung an eine Szene aus dem Film Das verflixte 7. Jahr mit Marilyn Monroe. Nach einem Interview erhielt jede der Teilnehmerinnen ein Hashtag (#pferdemädchen, #nopersonality, #spielerfrau, #fake, #langweilerin, #risingstar, #barbie, #eisklotz, #kämpferin, #alphatier, #underdog, #mitläuferin, #zicke, #vorbild, #norolemodel, #proud), das beim Entscheidungs-Walk in einem vorne ins Kleid eingearbeiteten quadratischen Rahmen zu lesen war, und die Jurorin brachte zusammen mit der Gastjurorin zu ihrer Bewertung passende Emojis auf den Rahmen an.
Nach einem Casting wechselte der Schauplatz in Folge 8 nach Berlin. Die Teilnehmerinnen erhielten ein Coaching für den Laufsteg, danach ging es für sie von Casting zu Casting. Der Entscheidungs-Walk war eine Modenschau vor Publikum. Das Fotoshooting beinhaltete das Fotografieren der Posen während dieser Modenschau.
Zurück in Los Angeles wurde von den Teilnehmerinnen die sogenannte Modelvilla bezogen. In vier zusammengestellten Gruppen wurde eine Tanzchoreografie eingeübt. Später beim Fotoshooting wurden sie in derselben Einteilung mit in die Luft geworfenem Farbpulver fotografiert. Die Choreografie präsentierten die Tanzgruppen dann zu Livemusik.
Folge 10 begann mit der Einübung eines Schaukampfes mit dazugehörigem Dialog. Die entsprechenden Filmszenen wurden in einem Saloon eines Wilder-Westen-Filmsets gedreht. Danach bekam jede der Teilnehmerinnen einen Songtext, zu dem sie dann zum Entscheidungs-Walk mit neonfarbenen Perücken die Lippen synchron bewegten.
Beim Fotoshooting in Folge 11 posierten die Teilnehmerinnen mit einem männlichen Model unter Wasser vor einer aufgebauten Kulisse in einem Schwimmbecken. Es folgte ein Casting für eine Kampagne einer Haarprodukt-Marke. Danach wurden fünf Zweiergruppen zusammengestellt, die jeweils eine Choreografie in einem Standardtanz (Tango, Salsa, Charleston, Rock ’n’ Roll und Discofox) einstudierten und anschließend vorführten.
In Folge 12 posierten die Kandidatinnen nackt mit bunten Luftballons für einen Charity-Kalender. Heidi Klum nahm zwei Teilnehmerinnen mit auf die amfAR-Gala in New York. Beim Entscheidungs-Walk galt es eine Rede zu halten, und darin auch eine eigene Botschaft zu transportieren.
In Folge 13 bekamen die zu einem Casting eingeladenen Teilnehmerinnen zunächst die Aufgabe, ihre Haare selbst zu stylen, und dann in einem kurzen Videoclip wortlos ihren individuellen Look vorzustellen. Beim Fotoshooting galt es, von der Plattform eines 5 Meter hohen Metallgerüsts, den mit Halteseil gesicherten Absprung in einer möglichst fotogenen Pose zu vollführen. Nach dem Einüben eines Tanzes im Stil der Pussycat Dolls wurde dieser dann in drei zusammengestellten Trios beim Entscheidungs-Walk vorgeführt.
In Folge 14 wurden vier Zweiergruppen gebildet, wobei jede einen bestimmten Typus (Freaky Party Girl, Nerdy College Girl, Lonely Single Girl, Rich Super Diva) vor der Kamera darstellte. Später beim eigentlichen Fotoshooting bekamen die Teilnehmerinnen die Rolle eines Außerirdischen; das Thema der Szenerie war eine Begegnung der dritten Art. Der Entscheidungs-Walk war im Stil des Día de los Muertos.
Folge 15 begann mit dem Cover-Shooting. Danach gab es ein Wiedersehen mit Freunden und Bekannten die zu Besuch eingeladen worden waren. Es folgten zwei getrennte Castings. Die Teilnehmerinnen erhielten ein Laufsteg-Training für Haute-Couture-Modeschauen. Beim Entscheidungs-Walk hieß es das beim Training Erlernte umzusetzen.
In Folge 16 ging es sogleich zum Shoot-Out. Die Teilnehmerinnen hatten ein Fotoshooting auf einem Metallgerüst zu bewältigen, das von einem Kran in 15 Meter Höhe hochgehoben wurde, um dort mit Halteseil gesichert auf einem 30 cm breiten Balken zu posieren. Beim Entscheidungs-Walk liefen sie zunächst neben der Gastjurorin im direkten Vergleich, den darauffolgenden zweiten Lauf absolvierten sie eigenständig.
Das Finale in Folge 17 beinhaltete mehrere Walks: „Be Yourself“-Walk, „Top 20“-Walk, LED-Walk und der Puppet-Walk. Beim ersten Walk verzichtete Lijana vorzeitig auf das Finale und schied damit freiwillig als Viertplatzierte aus. Dann wurde das voraufgezeichnete finale Fotoshooting eingespielt. Außerdem sorgten immer wieder diverse Auftritte von Künstlern und auch Studiogästen zwischendurch für Unterhaltung, zudem gab es Zusammenstellungen der Staffelhighlights in Form von Rückblicken. Nach dem dritten Walk schied Maureen als Drittplatzierte aus. Auf den vierten Walk folgte schließlich der Walk zur Entscheidung, bei der Jacqueline zur Siegerin der Staffel gekürt wurde.

## Teilnehmerinnen
| Finalistinnen der 15. Staffel *                           | Finalistinnen der 15. Staffel * | Finalistinnen der 15. Staffel * | Finalistinnen der 15. Staffel * | Finalistinnen der 15. Staffel *       |
| Teilnehmerin                                              | Platz                           | Alter                           | Wohnort                         | Beruf                                 |
| --------------------------------------------------------- | ------------------------------- | ------------------------------- | ------------------------------- | ------------------------------------- |
| Jacqueline „Jacky“ Wruck**                                | 1                               | 21                              | Rheingau-Taunus                 | Tiermedizinische Fachangestellte      |
| Sarah Posch                                               | 2                               | 20                              | Vorau                           | Zahnarztassistentin                   |
| Maureen Ugodi                                             | 3                               | 20                              | Wien                            | Studentin (Marketing)                 |
| Lijana Kaggwa***                                          | 4                               | 23                              | Kassel                          | Studentin (Grundschullehramt)         |
| 0 Endrundenteilnehmerinnen der 15. Staffel *              |                                 |                                 |                                 |                                       |
| Anastasia „Nastya“ Borisova                               | 5                               | 20                              | Berlin                          | Schülerin                             |
| Tamara Hitz****                                           | 6                               | 19                              | Wien                            | —                                     |
| Larissa Neumann                                           | 7                               | 19                              | Mörfelden-Walldorf              | Abiturientin                          |
| Maribel Sancia Todt**                                     | 8                               | 18                              | Mülheim an der Ruhr             | Schülerin                             |
| Vivian Cole                                               | 9                               | 21                              | München                         | Make-up-Artist                        |
| Nadine Wimmer                                             | 10                              | 20                              | Fürstenfeldbruck                | Junior Supply Chain Manager           |
| Julia Przybylski                                          | 11                              | 17                              | Dortmund                        | Schülerin                             |
| Bianca Eigenfeld                                          | 12                              | 18                              | Aachen                          | Schülerin                             |
| Johanna Höpfler                                           | 13                              | 20                              | Remseck am Neckar               | angehende Studentin                   |
| Julia Figueroa                                            | 14                              | 20                              | Schweinfurt                     | Auszubildende (Einzelhandelskauffrau) |
| Mareike Lerch***                                          | 15                              | 24                              | Berlin                          | Sachbearbeiterin                      |
| Lucy Hellenbrecht                                         | 16                              | 21                              | Kassel                          | Studentin (Lehramt)                   |
| Sarah Sonko                                               | 17                              | 23                              | Köln                            | Studentin                             |
| Pinar Aygün                                               | 17                              | 22                              | Mühlacker                       | Steuerfachangestellte                 |
| Marie Rathay****                                          | 19                              | 19                              | Landau in der Pfalz             | Studentin (Grundschullehramt)         |
| Cassandra Feliciano****                                   | 19                              | 27                              | Gera                            | Verwaltungsfachangestellte            |
| Laura Schäfer                                             | 21                              | 19                              | Düsseldorf                      | Studentin                             |
| Valeria Zock**                                            | 21                              | 19                              | Freiburg im Breisgau            | —                                     |
| Alina Enders                                              | 21                              | 23                              | Köln                            | Studentin (Medienwissenschaft)        |
| Malin Blumenthal                                          | 24                              | 21                              | Berlin                          | Auszubildende (Erzieherin)            |
| Saskia Mächler*****                                       | 24                              | 22                              | Braunschweig                    | Studentin (Medienmanagement)          |
| Charlotte Louise Steinborn                                | 26                              | 23                              | München                         | Studentin (Betriebswirtschaftslehre)  |
| Nina-Sue Wurm                                             | 26                              | 19                              | Dießen am Ammersee              | Grafikdesignerin                      |
| Daria Cupachin                                            | 26                              | 22                              | Seevetal                        | Pharmazeutisch-technische Assistentin |
| * Stand der Angaben zu den Teilnehmerinnen: Staffelbeginn |                                 |                                 |                                 |                                       |
| ** In Folge 2 als zusätzliche Teilnehmerin nachgerückt    |                                 |                                 |                                 |                                       |
| *** Freiwillig ausgestiegen                               |                                 |                                 |                                 |                                       |
| **** Im Shoot-Out unterlegen                              |                                 |                                 |                                 |                                       |
| ***** Bereits Teilnehmerin an Staffel 12                  |                                 |                                 |                                 |                                       |

Zudem gab es neun Kandidatinnen, die bereits in der ersten Folge ausschieden: Aline (23) aus Pleiskirchen, Anastasija (16) aus Wien, Viktoria (23) aus Illertissen, Veronika (23) aus Heidelberg, Reny (21) aus Rheda-Wiedenbrück, Marcia (28) aus München, Kristina (22) aus Regensburg, Kiara (20) aus Berlin, Magdalena (24) aus Büttelborn, Mathy (26) aus Düsseldorf, Vanessa (21) aus Berg bei Neumarkt, Yari (20) aus Wien und Lara (17) aus Vösendorf.

## Produktionsnotizen
Im Juli und August 2019 gab es insgesamt zehn Vorcasting-Termine in neun deutschen Großstädten. Auftakt der Dreharbeiten war das offene Hauptcasting am 9. September 2019 in München im Olympiapark. Dieses Casting wurde am Coubertinplatz im Freien abgehalten, bei einer durchschnittlichen Außentemperatur von 10,3 °C. Die Modenschau fand am Abend des darauffolgenden Tages gleich nebenan auf der Dachterrasse des Coubertin Restaurants statt.
Es folgte eine längere Drehpause: Noch im September begann Heidi Klum parallel mit Dreharbeiten zu Queen of Drags, und im Oktober bewältigte sie außerdem Dreharbeiten zu America’s Got Talent: The Champions. Am 3. November reiste Klum schließlich nach Costa Rica, an diesen Drehort waren die nächsten drei GNTM-Folgen verlegt worden. Ebenfalls mitgereist war eine Produktionscrew von über 100 Leuten. Die Teilnehmerinnen bezogen Bungalows eines an der Westküste beim Strand Playa Negra (⊙) gelegenen Surfcamps in der Provinz Guanacaste. Die Anreisezeit belief sich auf 36 Stunden, der Temperaturunterschied überstieg 20 Grad.
Nach einer weiteren Drehpause fand für Folge 5 die Fortsetzung der Dreharbeiten in Klums Wahlheimat Los Angeles statt. Zunächst wurden die Teilnehmerinnen in ein Loft in der 415 East 15th Street einquartiert, das innerhalb des Modeviertels (englisch Fashion District) in Downtown Los Angeles liegt. Der Entscheidungs-Walk wurde beim Venice Beach gedreht. In Folge 6 erhielten drei Teilnehmerinnen eine Einladung zu einem Casting für einen Modeljob in München. Dieses fand in einem Fotostudio beim Frankfurter Ring 247 statt; dabei ging es um eine mehrseitige Fotostrecke für die Maiausgabe einer Frauenzeitschrift. Für Folge 7 wurde am Hollywood Boulevard vor dem Dolby Theatre gedreht. Die Interviews wurden in einem Studio eines mehrstöckigen Gebäudes in der 1024 South Santee Street aufgezeichnet. Drei Teilnehmerinnen konnten sich bei ihrem Interview am besten behaupten, und dafür wurde über diese in der Sendung taff ein Beitrag gezeigt.
| In der 15. Staffel bei Castings vergebene Model-Jobs | In der 15. Staffel bei Castings vergebene Model-Jobs | In der 15. Staffel bei Castings vergebene Model-Jobs                                     |
| Folge                                                | Model-Job für                                        | Kurzbeschreibung                                                                         |
| ---------------------------------------------------- | ---------------------------------------------------- | ---------------------------------------------------------------------------------------- |
| 6                                                    | Anastasia Borisova                                   | InStyle                                                                                  |
| 8                                                    | Tamara Hitz                                          | got2b                                                                                    |
| 8                                                    | Anastasia Borisova                                   | Laufsteg-Booking für eine Modenschau von Marcel Ostertag auf der Berlin Fashion Week     |
| 8                                                    | Anastasia Borisova                                   | Laufsteg-Booking für eine Modenschau von Anja Gockel auf der Berlin Fashion Week         |
| 8                                                    | Lijana Kaggwa                                        | Laufsteg-Booking für eine Modenschau von Kilian Kerner auf der Berlin Fashion Week       |
| 8                                                    | Maureen Ugodi                                        | Levi’s                                                                                   |
| 8                                                    | Johanna Höpfler                                      | Levi’s                                                                                   |
| 8                                                    | Sarah Posch                                          | Laufsteg-Booking für eine Modenschau von Wolfgang Joop auf der Berlin Fashion Week       |
| 11                                                   | Larissa Neumann                                      | John Frieda                                                                              |
| 12                                                   | Jacqueline Wruck                                     | Laufsteg-Booking für eine Modenschau von Christian Siriano auf der New York Fashion Week |
| 13                                                   | Jacqueline Wruck                                     | Dyson                                                                                    |
| 15                                                   | Tamara Hitz                                          | Laufsteg-Booking für eine Modenschau von Philipp Plein auf der Milan Fashion Week        |
| 15                                                   | Maureen Ugodi                                        | Sephora                                                                                  |
| 15 / 17                                              | Jacqueline Wruck                                     | Harper’s Bazaar                                                                          |

Wie üblich gab es über die Weihnachtstage eine Drehpause. Fortgesetzt wurden die Dreharbeiten dann im neuen Jahr anlässlich der Berlin Fashion Week, die vom 13.–17. Januar 2020 stattfand. Gedreht wurde für Folge 8 unter anderem im Hotel Palace Berlin, The Westin Grand Berlin, Hotel Adlon Kempinski, Hotel INNSiDE by Meliá, Studio Chérie, „Atelier Potsdam“ (eigentlich Krongut Bornstedt) sowie auf der MBFW im Kraftwerk Berlin.
Zurück in Los Angeles wurde in Folge 9 die luxuriöse Villa Fiona in 2321 Castilian Drive bezogen, die sich in den Hollywood Hills befindet. Die Zimmereinteilung war zunächst vorgegeben (Zimmer 1: Vivian, Nadine, Johanna, Maribel, Bianca, Julia P.; Zimmer 2: Anastasia, Maureen, Tamara, Sarah P.; Zimmer 3: Larissa, Lijana, Jacky).
Für Folge 11 wurde beim Bellflower Aquatic Center gedreht, einem Kombibad, das Teil vom T. Mayne Thompson Park in Bellflower ist.
Eine Teilnehmerin wurde nach einem Casting für die Kampagne einer Haarprodukte-Marke gebucht, die Aufnahmen erfolgten in einem Studio in der Franklinstraße 8, Berlin. Folge 12 zeigte unter anderem den dokumentierten Besuch der 22. amfAR-Gala am 5. Februar 2020 in New York, sowie am darauffolgenden Tag in den Spring Studios eine Modenschau auf der New York Fashion Week. Der Entscheidungs-Walk in Folge 14 war bei der Movie Ranch Veluzat Motion Picture Ranch (⊙), zuweilen auch Diamond V Movie Ranch genannt, in Santa Clarita.
Die Dreharbeiten für die 16 voraufgezeichneten Folgen waren Anfang März bereits abgeschlossen. Die Ausrichtung des Live-Finales im Mai gestaltete sich jedoch schwierig.
Am 15. Mai waren die vier Finalistinnen gerade beim Moderator Daniel Boschmann in der Sendung Sat.1-Frühstücksfernsehen zu Gast, als sie in einer eingespielten Video-Botschaft von Heidi Klum zur vorgezogenen Fotoshooting-Challenge aufgefordert wurden. Vor laufender Kamera verließen sie daraufhin das Fernsehstudio in der Fernsehwerft, und begaben sich über die öffentliche Uferpromenade zur Anlegestelle Osthafen/diefernsehwerft, um von dort an Bord des gecharterten Schiffes FMS Schöneberg zu gehen.
Das Finale am 21. Mai, das in diesem Jahr ohne Publikum stattfand, wurde mit einem ungefähr fünfminütigen Auftritt von über 50 Revuetänzern aus der Vivid Grand Show eröffnet. Für die Studioatmosphäre sorgte eine aufwändige Lichtshow, die fehlenden Zuschauer wurden dabei durch dekupierte Figuren im Set symbolisch ersetzt. Die Musik war eingespielt, und auch die Publikumsreaktion (Jubel, Applaus, Gelächter und Pfeifen) kamen vom Band. Heidi Klum war erstmals nicht selbst im Finale anwesend, sondern per Video-Livestream zugeschaltet. Als ihre Vertretung vor Ort fungierte der Fotograf Christian Anwander, der sie auch schon zuvor in Folge 5 vertreten hatte.
Drehorte

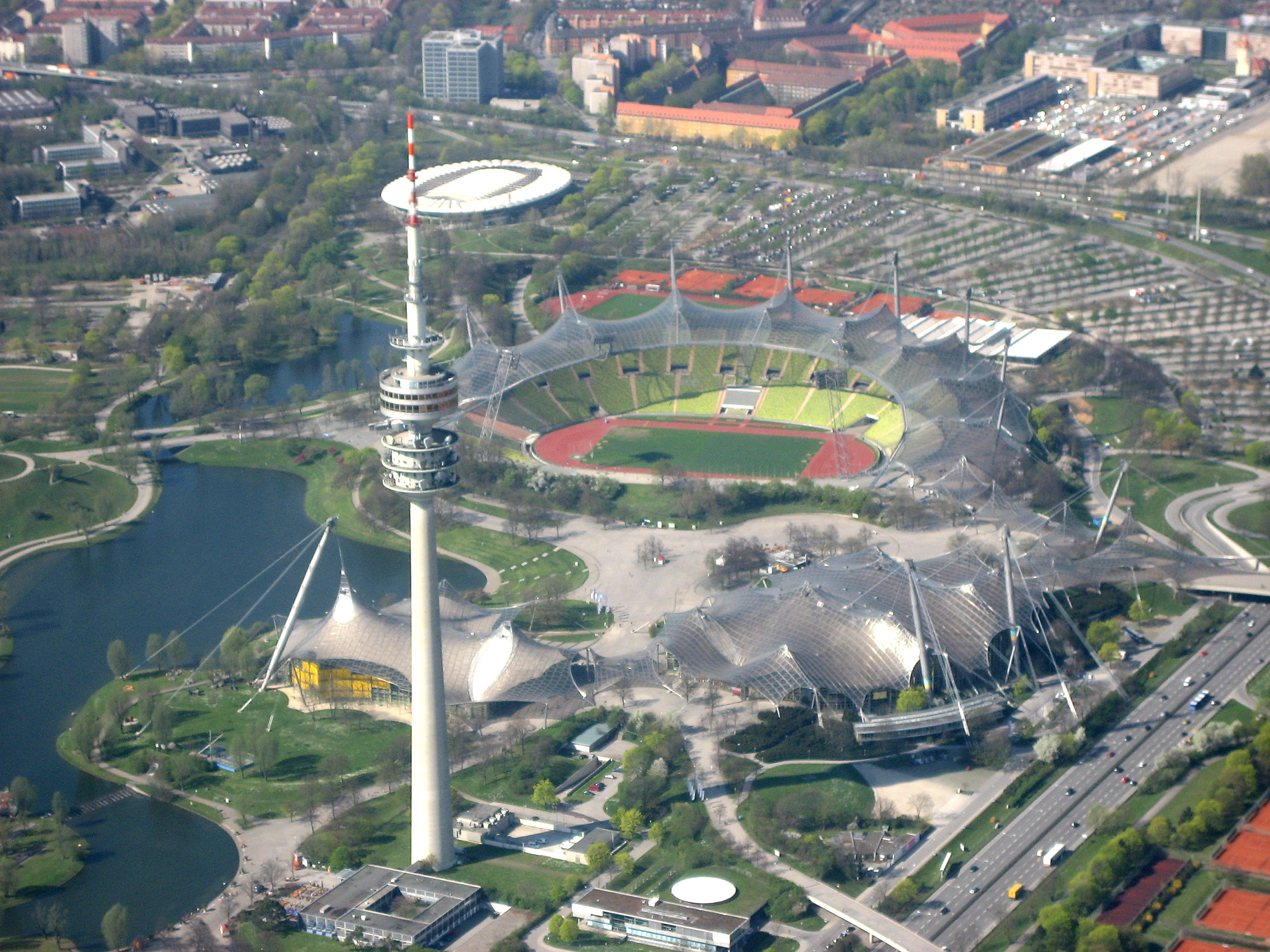
Olympiapark[4] (Folge 1)
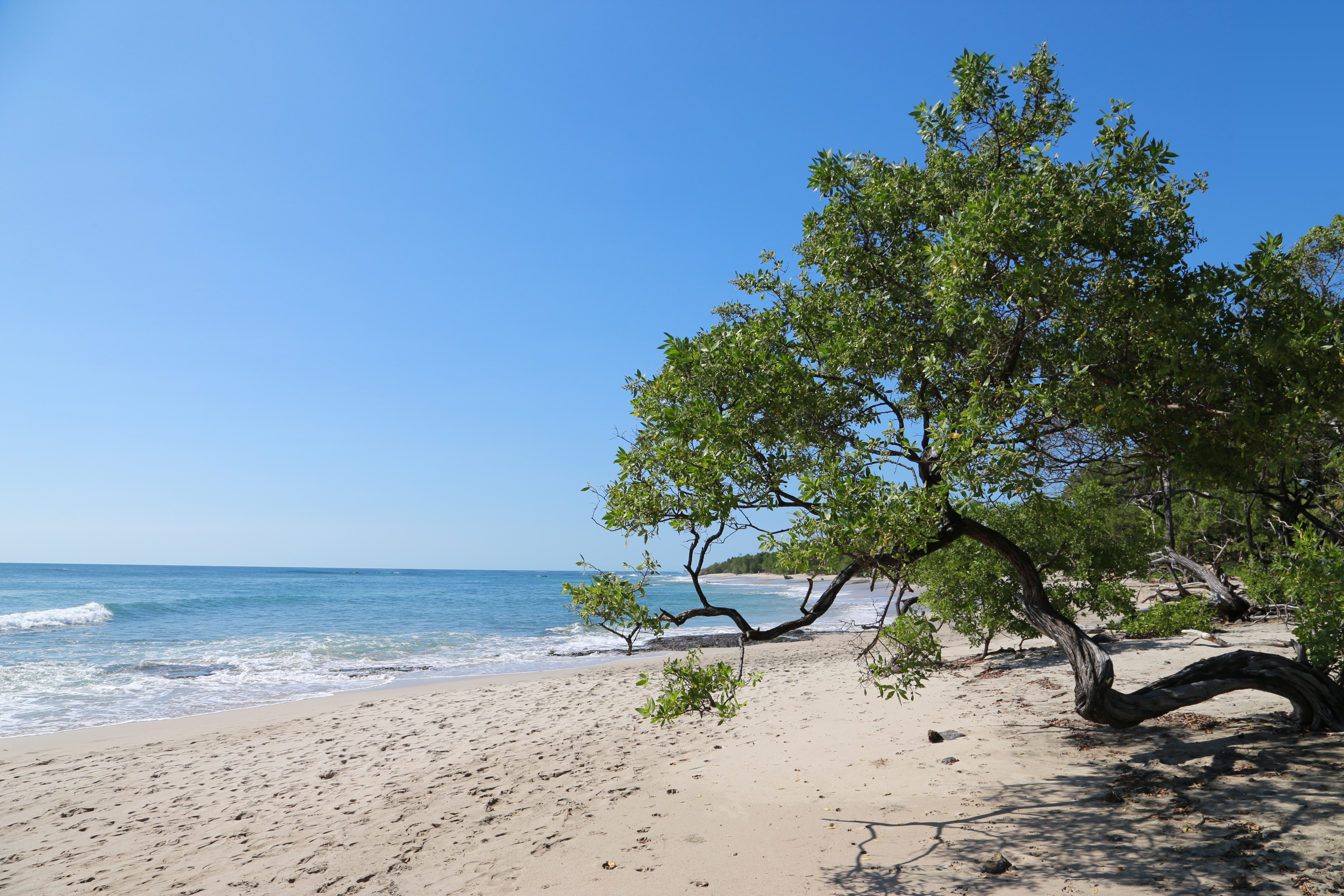
Playa Negra (Folgen 2–4)
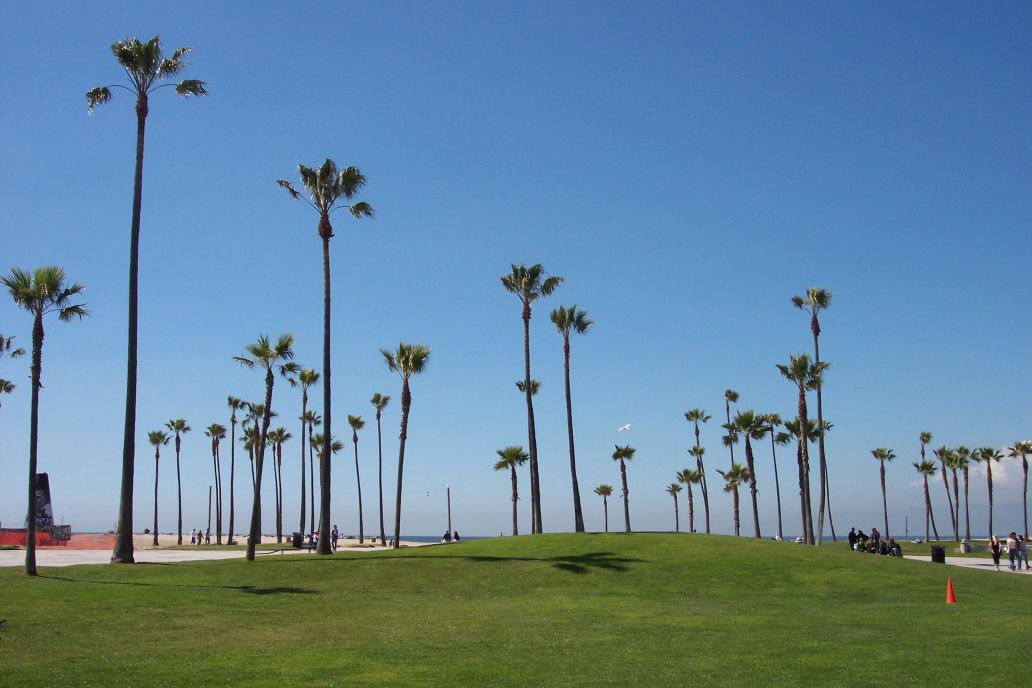
Venice Beach (Folge 5)
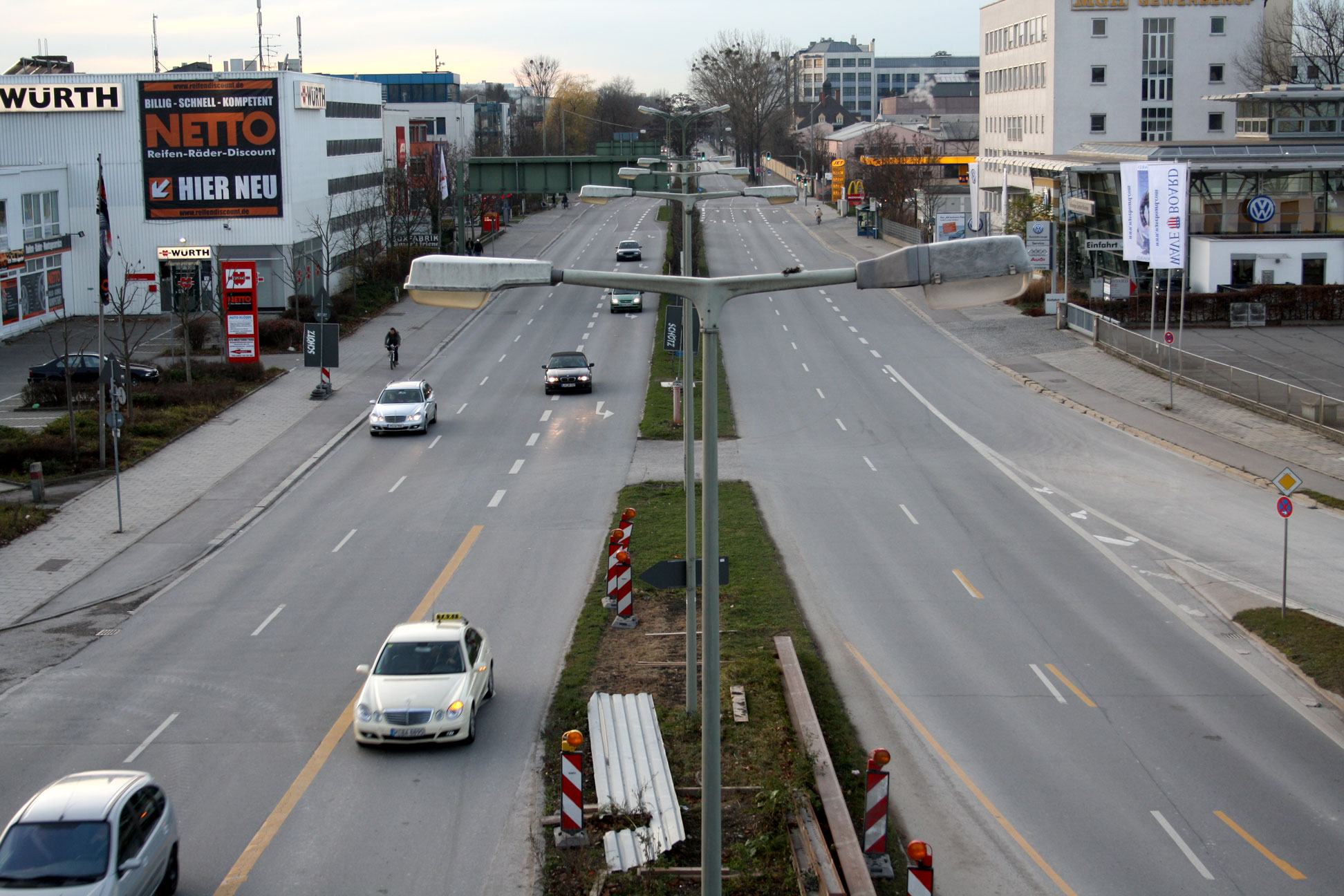
Frankfurter Ring (Folge 6)
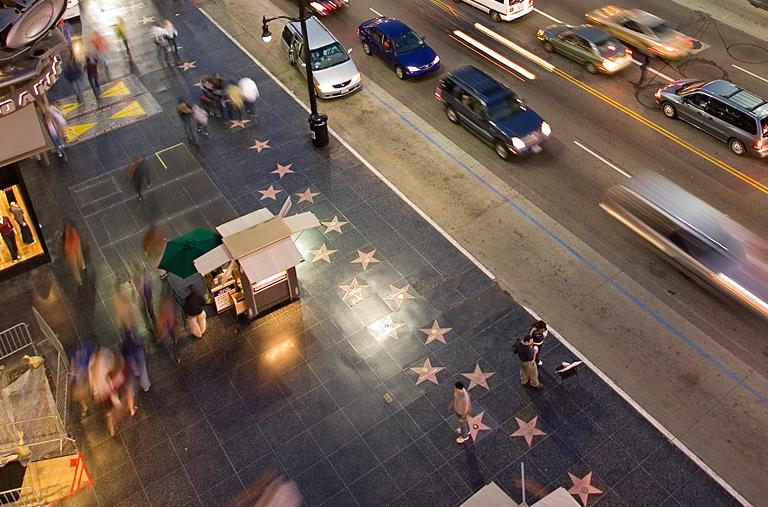
Hollywood Walk of Fame (Folge 7)
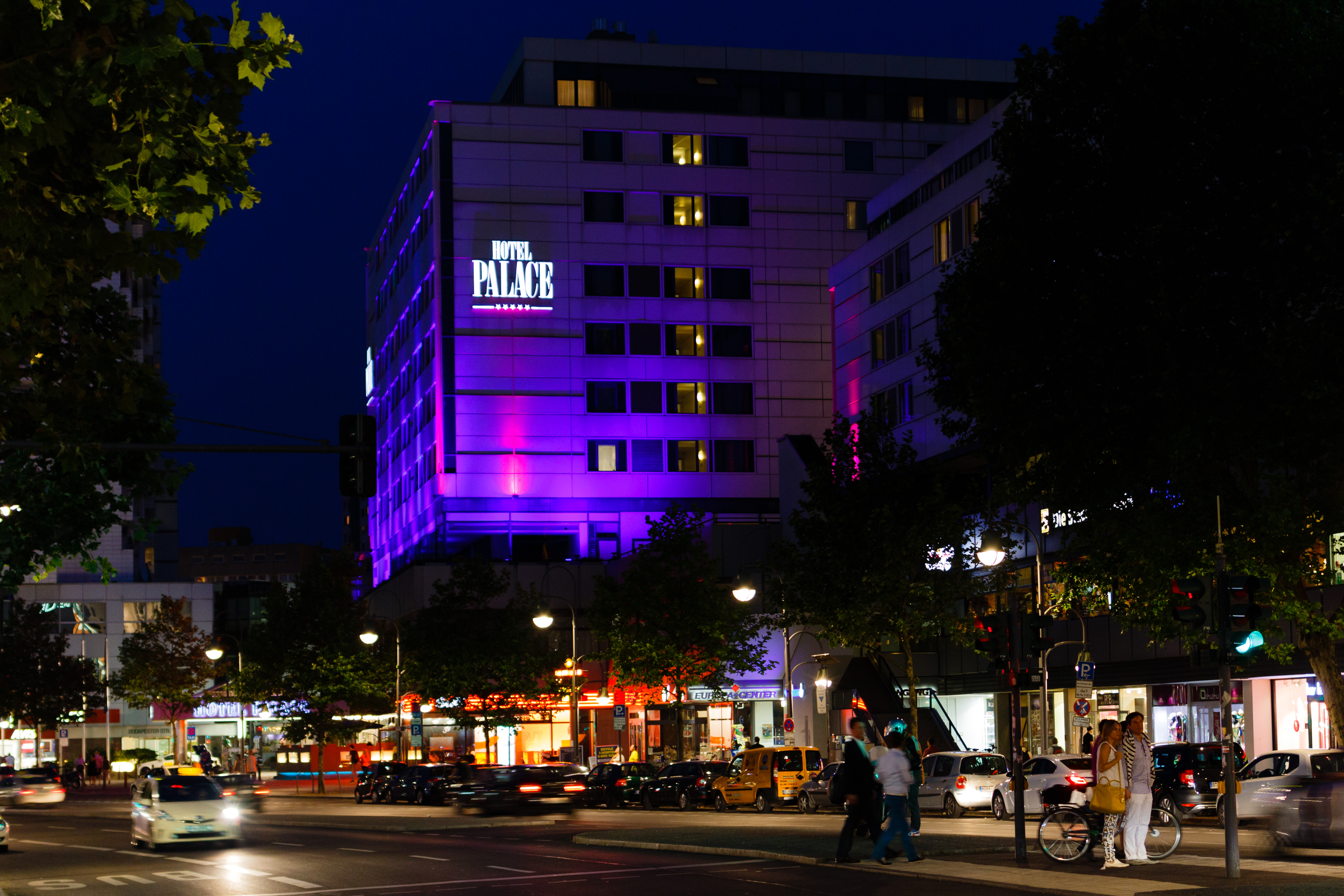
Hotel Palace Berlin (Folge 8)
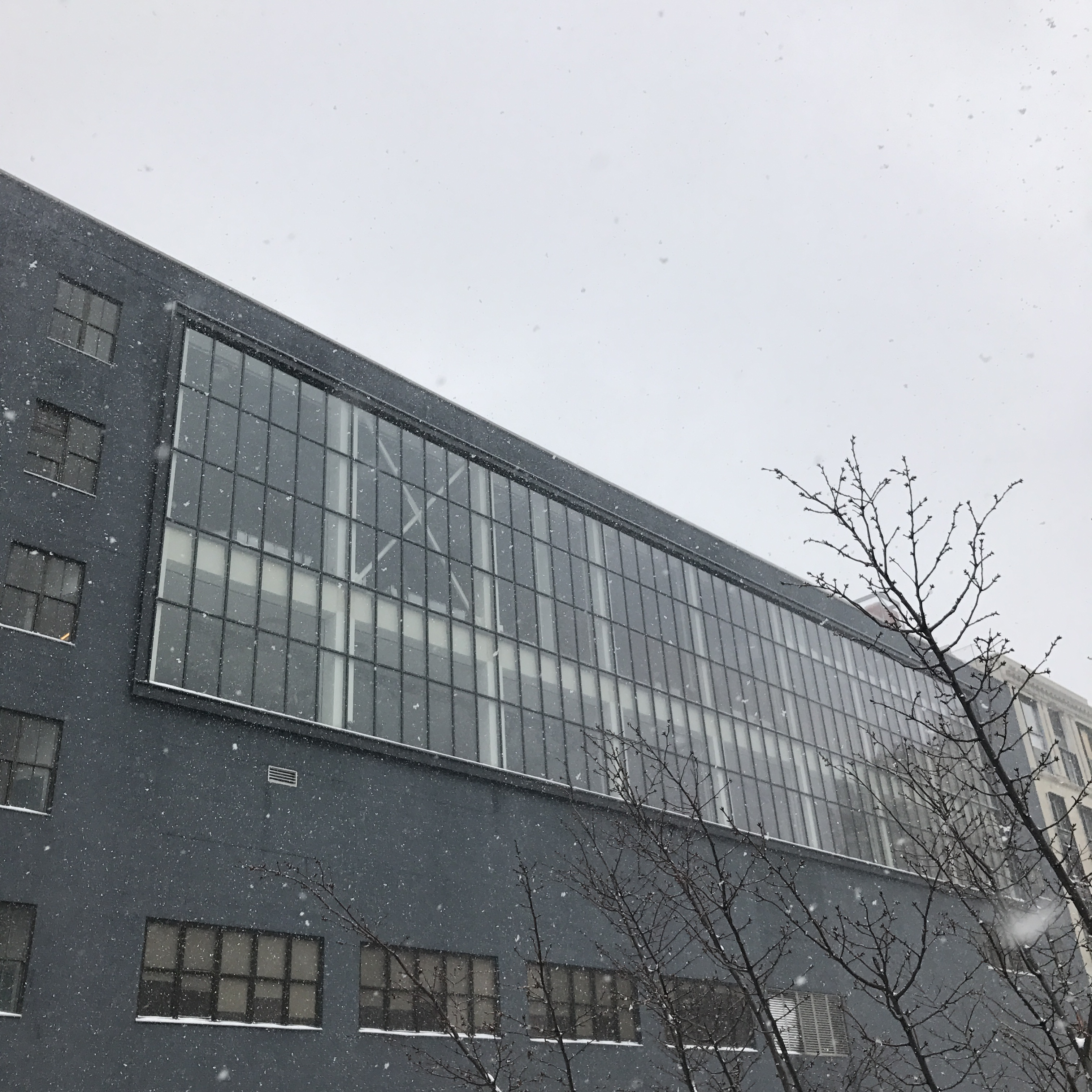
Spring Studios (Folge 12)
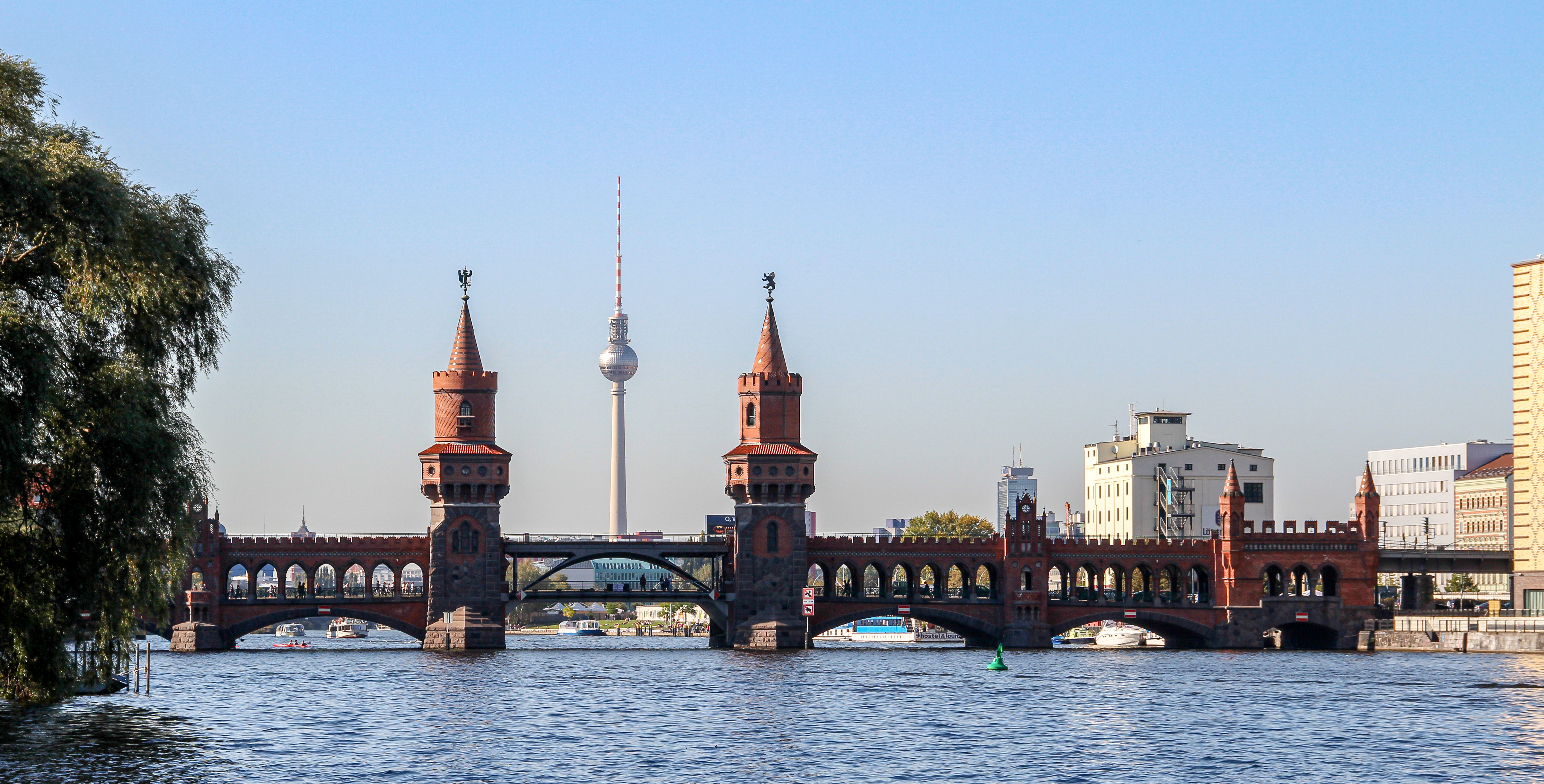
Berliner Spree (Folge 17)

## Professionisten
Den in der Staffel auftretenden Professionisten wird, innerhalb der jeweiligen Castingshow-Folge, eine bestimmte Funktion zuteil.
- Folge 1: Julien Macdonald (Modedesigner und Gastjuror), Nikeata Thompson (Choreografin), Milla Jovovich (Coach und Gastjurorin)
- Folge 2: Rankin (Fotograf), Stella Maxwell (Coach und Gastjurorin)
- Folge 3: Vicky Lawton (Fotografin), Joan Smalls (Coach und Gastjurorin)
- Folge 4: Tom Hangarter (Stuntkoordinator), Max Montgomery (Fotograf), „The Blonds“ (Modedesigner und Gastjuroren)
- Folge 5: Karen Smith, Lorenzo Martin, Damian Young, Tracey Cunningham u. a. (Stylisten-Crew), Christian Anwander (Fotograf und Gastjuror)
- Folge 6: Micky Kurz (Choreograf), Kerstin Weng (Kundin), Lado Alexi (Fotograf), Adrian Kozakiewicz (Insektenzüchter), Peter Dundas (Modedesigner und Gastjuror)
- Folge 7: Yu Tsai (Fotograf), Christian Düren (Interviewer), Alessandra Ambrosio (Gastjurorin)
- Folge 8: Alina Grohn (Kundin) und Linda Hoffarth-Chaar (Kundin), Nikeata Thompson (Coach und Gastjurorin), Marcel Ostertag (Kunde), Anja Gockel (Kundin), Kilian Kerner (Kunde), Christian Weiss (Kunde) und Laura Caprani (Kundin), Wolfgang Joop (Kunde), Robert Erdmann (Fotograf), Christian Cowan (Modedesigner und Gastjuror)
- Folge 9: Micky Kurz (Choreograf), Kristian Schuller (Fotograf und Gastjuror), Ava Max (Live-Sängerin)
- Folge 10: Mario Schmolka (Regisseur Videodreh), Jeremy Scott (Modedesigner und Gastjuror)
- Folge 11: Russell James (Fotograf), Armin Haery (Kunde) und Sophia Stollfuss (Kundin), Massimo Sinató (Choreograf und Gastjuror), Rebecca Mir (Gastjurorin)
- Folge 12: Brian Bowen Smith (Fotograf), Christian Siriano (Kunde), Chiara Ferragni (Gastjurorin)
- Folge 13: Stefan Koch (Kunde) und Veronica Alanis (Kundin), Vijat Mohindra (Fotograf), Robin Antin (Choreografin), Nicole Scherzinger (Coach und Gastjurorin)
- Folge 14: Thomas Hayo (Coach und Gastjuror), Derek Kettela (Fotograf), Kade Gottlieb (Make-up-Artist)
- Folge 15: Kerstin Schneider (Kundin und Gastjurorin), Regan Cameron (Fotograf), Philipp Plein (Kunde), Norilynn de los Reyes (Kundin) und Miriam Hamer (Kundin) sowie Célia Bardy (Kundin) und Gonzague de Pirey (Kunde), August Getty (Modedesigner und Gastjuror), Coco Rocha (Coach und Gastjurorin)
- Folge 16: Marc Baptiste (Fotograf), Julien Macdonald (Modedesigner und Gastjuror), Toni Garrn (Gastjurorin)

## Episodenliste
| Folge | Datum            | Titel                                  | Laufzeit |
| ----- | ---------------- | -------------------------------------- | -------- |
| 01    | 30. Januar 2020  | Folge 1: Mädchen, Models, München!     | 126 Min. |
| 02    | 06. Februar 2020 | Folge 2: Welcome to the Jungle!        | 095 Min. |
| 03    | 13. Februar 2020 | Folge 3: Das Nacktshooting             | 098 Min. |
| 04    | 20. Februar 2020 | Folge 4: Time for Action!              | 098 Min. |
| 05    | 27. Februar 2020 | Folge 5: Umstyling                     | 116 Min. |
| 06    | 05. März 2020    | Folge 6: Das große Krabbeln            | 101 Min. |
| 07    | 12. März 2020    | Folge 7: Everybody comes to Hollywood! | 101 Min. |
| 08    | 19. März 2020    | Folge 8: Catwalk-Time!                 | 123 Min. |
| 09    | 26. März 2020    | Folge 9: Color Splash                  | 102 Min. |
| 10    | 02. April 2020   | Folge 10: Wild Wild West               | 098 Min. |
| 11    | 09. April 2020   | Folge 11: Boys Boys Boys!              | 102 Min. |
| 12    | 16. April 2020   | Folge 12: Kalender Girls               | 100 Min. |
| 13    | 23. April 2020   | Folge 13: Over The Edge                | 117 Min. |
| 14    | 30. April 2020   | Folge 14: Transformation               | 100 Min. |
| 15    | 07. Mai 2020     | Folge 15: The cover is yours!          | 126 Min. |
| 16    | 14. Mai 2020     | Folge 16: Halbfinale                   | 118 Min. |
| 17    | 21. Mai 2020     | Folge 17: Das große Finale             | 167 Min. |

## Einschaltquoten
| Folgen | Zeitraum                  | Sendeplatz            | Zuschauer        | Zuschauer     | Marktanteil      | Marktanteil   | Quelle |
| Folgen | Zeitraum                  | Sendeplatz            | Durchschnittlich | 14 – 49 Jahre | Durchschnittlich | 14 – 49 Jahre | Quelle |
| ------ | ------------------------- | --------------------- | ---------------- | ------------- | ---------------- | ------------- | ------ |
| 17     | 30. Januar – 21. Mai 2020 | Donnerstag, 20:15 Uhr | 2,38 Mio.        | 1,62 Mio.     | 7,8 %            | 18,1 %        | [ 24 ] |

## Special
Das Special Germany’s next Topmodel – die schönsten Momente, die unvergesslichsten Mädchen hat eine Laufzeit von 88 Minuten. Die Erstausstrahlung am 28. Mai 2020 erreichte 0,88 Millionen Zuschauer, was einem Marktanteil von 3 % entsprach. Von den 14- bis 49-jährigen Zuschauern schalteten 0,58 Millionen ein, das ergab einen Marktanteil von 7,2 %.
| Kategorie                | Ranking | Name                   | ursprüngliche GNTM-Platzierung | ursprüngliche GNTM-Platzierung |
| Kategorie                | Ranking | Name                   | Staffel                        | Platz                          |
| ------------------------ | ------- | ---------------------- | ------------------------------ | ------------------------------ |
| Eigenbrötlerin           | 1       | Sara Kulka             | 7                              | 5                              |
| Eigenbrötlerin           | 2       | Denise Dahinten        | 2                              | 10                             |
| Eigenbrötlerin           | 3       | Lisa Gelbrich          | 9                              | 12                             |
| Eigenbrötlerin           | 4       | Lynn Petertonkoker     | 12                             | 5                              |
| Eigenbrötlerin           | 5       | Lara Helmer            | 11                             | 6                              |
| Troublemakerin           | 1       | Jasmin „Joy“ Cadete    | 14                             | 14                             |
| Troublemakerin           | 2       | Tessa Bergmeier        | 4                              | 14                             |
| Troublemakerin           | 3       | Larissa Marolt         | 4                              | 8                              |
| Troublemakerin           | 4       | Yusra Babekr-Ali       | 11                             | 14                             |
| Troublemakerin           | 5       | Micaela Schäfer        | 1                              | 8                              |
| Boyfriends               | 1       | Alex                   | (keine)                        | (keine)                        |
| Boyfriends               | 2       | Niklas                 | (keine)                        | (keine)                        |
| Boyfriends               | 3       | Kenneth                | (keine)                        | (keine)                        |
| Boyfriends               | 4       | Arthur                 | (keine)                        | (keine)                        |
| Boyfriends               | 5       | Presh                  | (keine)                        | (keine)                        |
| Alleinunterhalter        | 1       | Klaudia Giez           | 13                             | 7                              |
| Alleinunterhalter        | 2       | Theresia Fischer       | 14                             | 11                             |
| Alleinunterhalter        | 3       | Tamara Hitz            | 15                             | 6                              |
| Alleinunterhalter        | 4       | Friederike „Fred“ Riss | 11                             | 21                             |
| Alleinunterhalter        | 5       | Chiara „Kiki“ Hölzl    | 10                             | 8                              |
| Tränenqueens             | 1       | Gisele Oppermann       | 3                              | 6                              |
| Tränenqueens             | 2       | Laura Dünninger        | 10                             | 9                              |
| Tränenqueens             | 3       | Fiona Erdmann          | 2                              | 4                              |
| Tränenqueens             | 4       | Sabine Fischer         | 12                             | 9                              |
| Tränenqueens             | 5       | Trixi Giese            | 13                             | 9                              |
| Catwalkfighter           | 1       | Lucy Hellenbrecht      | 15                             | 16                             |
| Catwalkfighter           | 2       | Marie-Luise Schäfer    | 6                              | 8                              |
| Catwalkfighter           | 3       | Julia Fux              | 12                             | 15                             |
| Catwalkfighter           | 4       | Giuliana Radermacher   | 12                             | 11                             |
| Catwalkfighter           | 5       | Jasmin Lekudere        | 11                             | 4                              |
| Superdiven               | 1       | Darya Strelnikova      | 10                             | 5                              |
| Superdiven               | 2       | Maike van Grieken      | 8                              | 2                              |
| Superdiven               | 3       | Carina Zavline         | 12                             | 7                              |
| Superdiven               | 4       | Christina Peno         | 13                             | 4                              |
| Superdiven               | 5       | Nathalie Volk          | 9                              | 4                              |
| Gewinnerinnen der Herzen | 1       | Maribel Sancia Todt    | 15                             | 8                              |
| Gewinnerinnen der Herzen | 2       | Anuthida Ploypetch     | 10                             | 2                              |
| Gewinnerinnen der Herzen | 3       | Tatjana Wiedemann      | 14                             | 8                              |
| Gewinnerinnen der Herzen | 4       | Melissa Hemberger      | 14                             | 13                             |
| Gewinnerinnen der Herzen | 5       | Stefanie Giesinger     | 9                              | 1                              |